# Siamou
Siamou, auch Sεmε (Seme), bezeichnet eine Kru-Sprache und die diese Sprache sprechende Ethnie, die hauptsächlich im Westen des westafrikanischen Staates Burkina Faso lebt.
Die Sprecherzahl wird auf etwa 40.000 Personen geschätzt (in Burkina Faso 20.000), ihr Zentrum ist die Stadt Orodara in der Provinz Kénédougou. Es existiert ein Bandougou genannter Dialekt. Auch in Mali und der Elfenbeinküste leben Siamou.